# Jüdischer Friedhof (Aufseß)

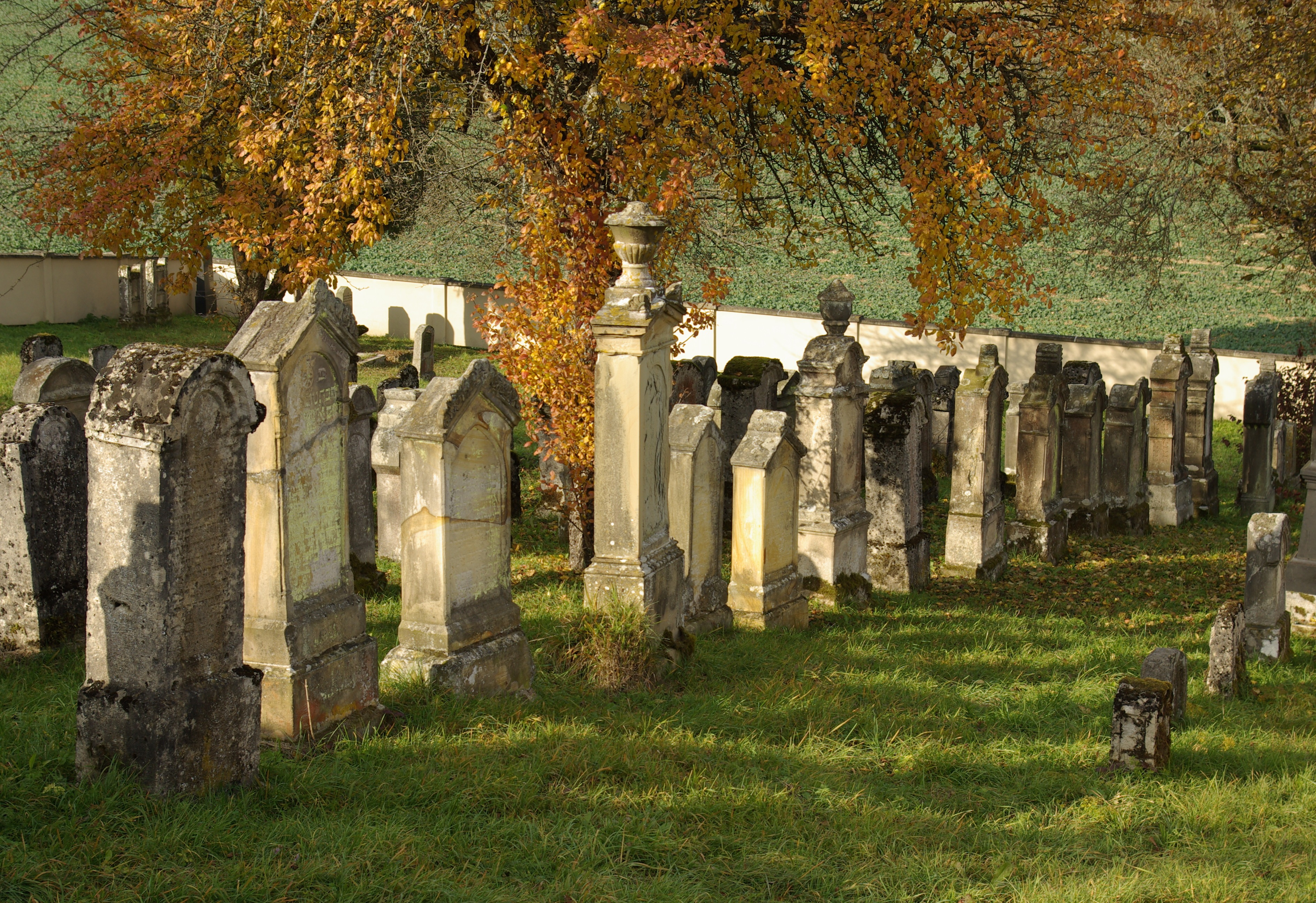
Jüdischer Friedhof in Aufseß, neuerer Teil (2011)

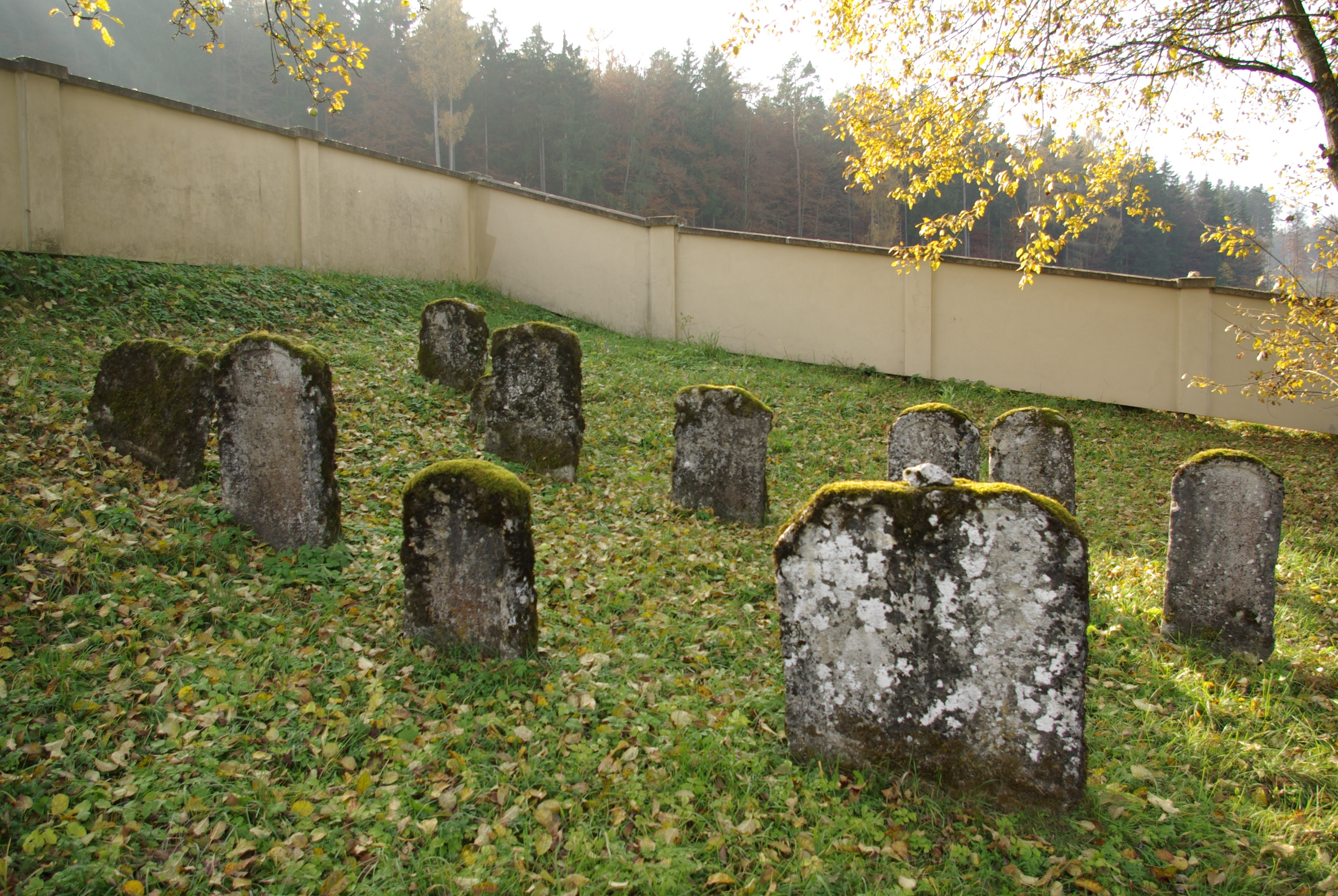
Jüdischer Friedhof in Aufseß, älterer Teil (2011)

Der Jüdische Friedhof in Aufseß im oberfränkischen Landkreis Bayreuth ist eine jüdische Begräbnisstätte, die 1722 errichtet und bis 1937 belegt wurde.

## Lage
Der 1200 m² große, von einer Betonmauer umgebene Friedhof liegt nordwestlich des Ortes Aufseß im Flurstück Föhrenteich an einem Hang.

## Geschichte

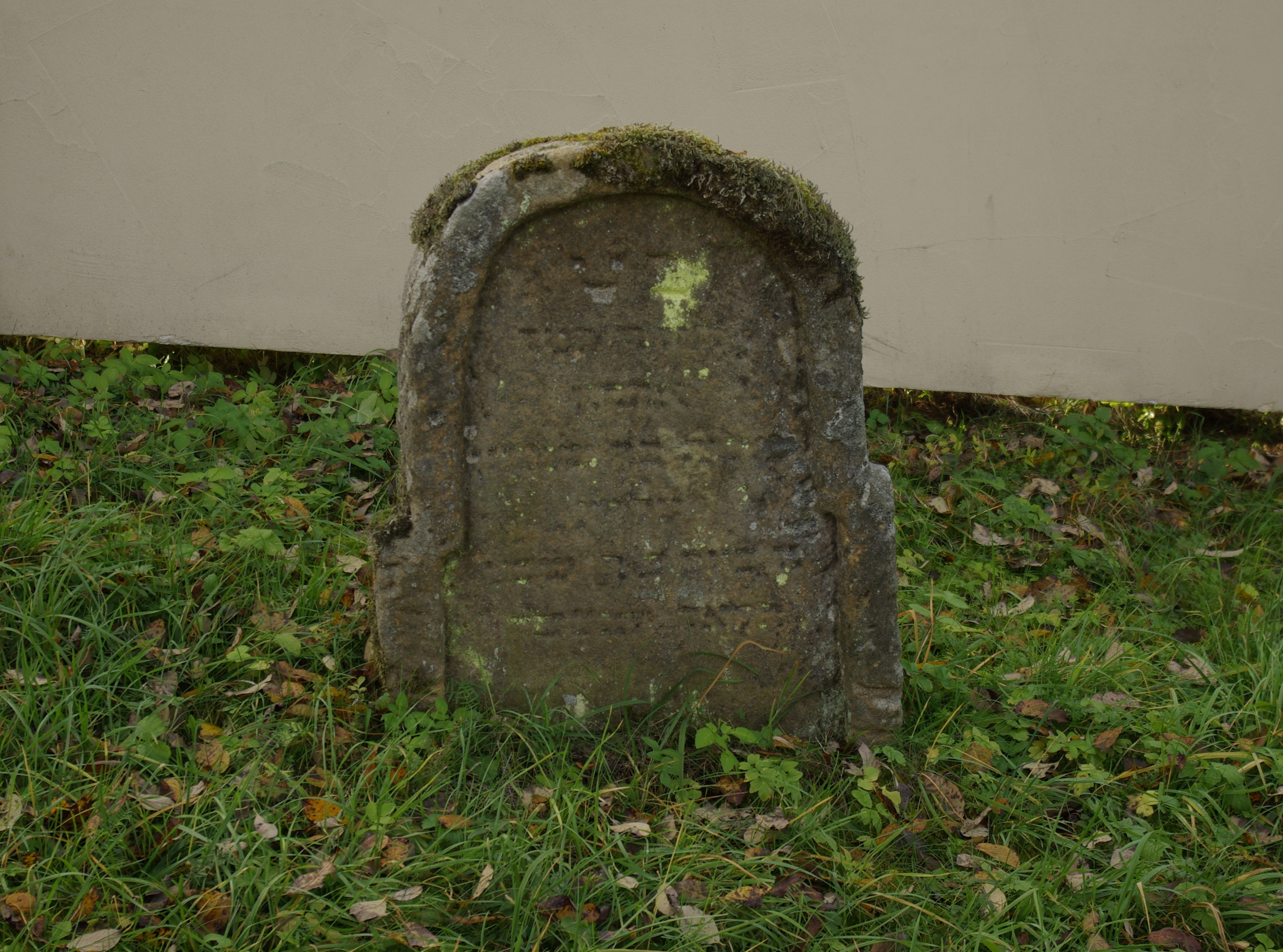
Alter Grabstein auf dem jüdischen Friedhof in Aufseß (2011)

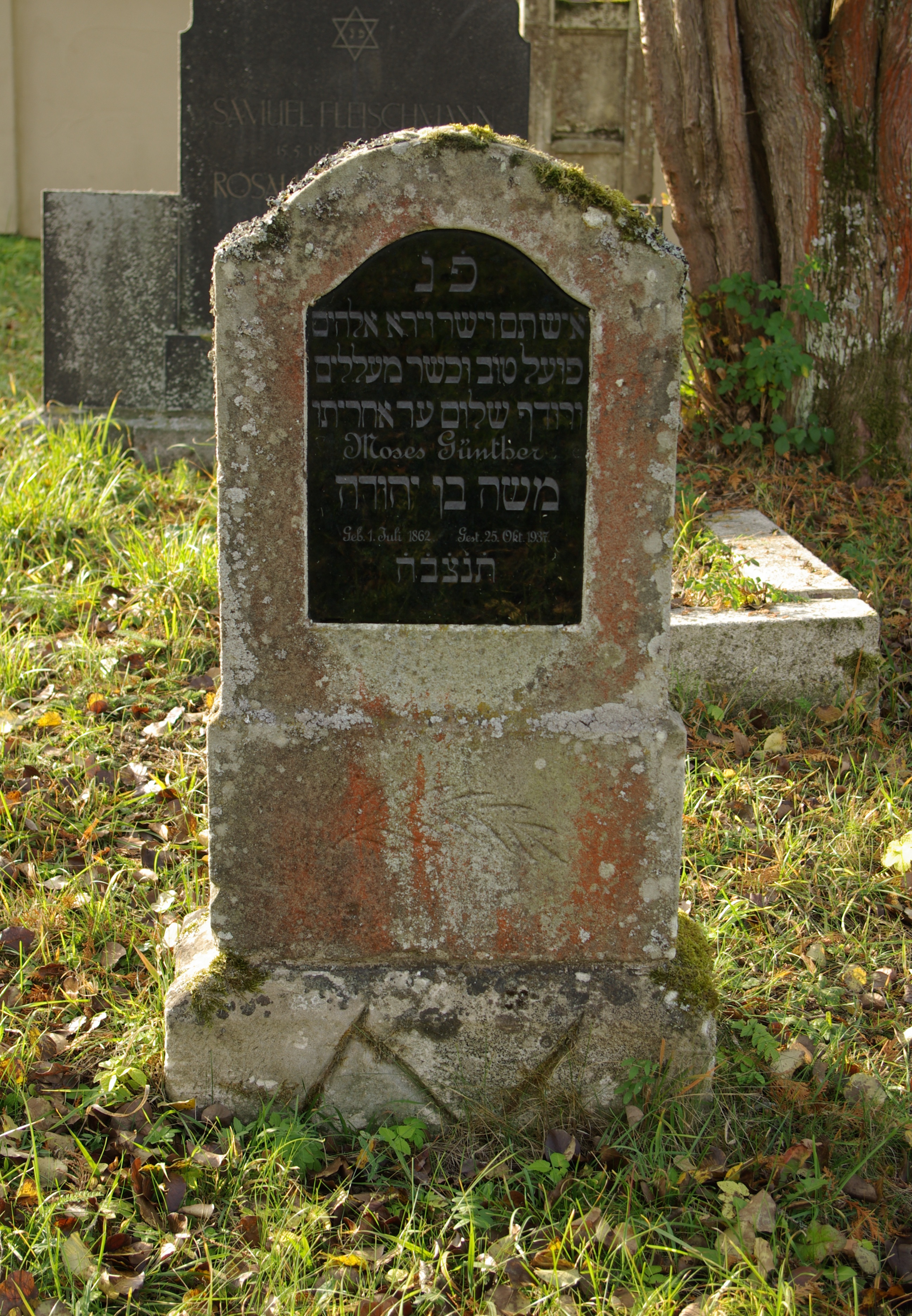
Der Grabstein für Moses Günther (1862–1937), dem zuletzt Beigesetzten des jüdischen Friedhofs in Aufseß

Erste Hinweise auf jüdische Bewohner in Aufseß stammen aus einer Urkunde von 1332, in der Kaiser Ludwig IV. die Befreiung von Schulden bei Juden bestätigte. Darin werden Juden genannt, die unter dem Schutz der Herren von Aufseß standen. Der Dreißigjährige Krieg, in dem der Ort gänzlich zerstört wurde und dessen meisten Bewohner in der Folgezeit der Pest zum Opfer fielen, beendete die Geschichte der ersten jüdischen Ansiedlung. Ab dem frühen 18. Jahrhundert nahm Carl Heinrich von Aufseß im Ort Juden aus Burgellern auf, die 1699 den antijüdischen Bauernaufstand in einigen Orten des Hochstifts Bamberg überlebt hatten. Die Verstorbenen der jüdischen Gemeinde in Aufseß wurden zunächst auf dem jüdischen Friedhof in Heiligenstadt beerdigt.
1722 verkaufte Carl Heinrich von Aufseß der Judenschaft sowohl ein Gebäude zur Einrichtung einer Synagoge als auch ein Grundstück zur Anlage einer eigenen Begräbnisstätte. Wie überall in Deutschland wurde diese „auf schlechtem Boden“ angelegt. Auf dem jüdischen Friedhof in Aufseß, einem ortsfernen Verbandsfriedhof, fanden fortan auch die verstorbenen Juden aus Hollfeld und, bis zur Errichtung eines eigenen Friedhofs 1786, aus Bayreuth ihre letzte Ruhe. 1753 lebten in Aufseß 62 Personen jüdischen Glaubens. 1840 hatte deren Bevölkerungsanteil mit 17,5 % (105 von insgesamt 600 Einwohnern) den Höhepunkt erreicht, um anschließend durch Abwanderung infolge des Bayerischen Judenedikts von 1813 wieder zu sinken. 1902 wurden die noch wenigen jüdischen Bewohner von Heiligenstadt der Gemeinde in Aufseß zugeteilt und deren Verstorbenen nunmehr auch dort bestattet. 1910 lebten in Heiligenstadt allerdings keine jüdischen Personen mehr, während in Aufseß noch 44 ansässige Juden gezählt wurden.
Eine der letzten auf dem jüdischen Friedhof in Aufseß beigesetzten Personen war Babette Fleischmann, die am 6. März 1933 im Alter von fast 100 Jahren verstarb. Anlässlich ihres bevorstehenden 100. Geburtstages und ihres neun Tage vorher eingetretenen Todes widmete ihr die Bayerische Israelitische Gemeindezeitung jeweils einen Artikel.
Zu Beginn der Zeit des Nationalsozialismus 1933 lebten in Aufseß noch elf jüdische Bürger, von denen drei in die Vereinigten Staaten emigrieren konnten und einer 1937 im Ort verstarb. Als letzte Person wurde Moses Günther am 25. Oktober 1937 auf dem jüdischen Friedhof bestattet.
Nach den Novemberpogromen des Jahres 1938 verließen die letzten Juden den Ort. Mindestens 16 in Aufseß geborene oder zeitweise wohnhafte Juden fielen dem Holocaust zum Opfer. Der jüdische Friedhof in Aufseß wurde 1937 geschändet und blieb anschließend, soweit bekannt, unbeschadet. Es sind dort 143 Grabsteine erhalten.
Ende 2023 stimmte der Gemeinderat einem Antrag zu, den jüdischen Friedhof in die Denkmalliste aufzunehmen.
Siehe auch: Geschichte der Juden in Aufseß